# 戈爾德施米德斯博恩河

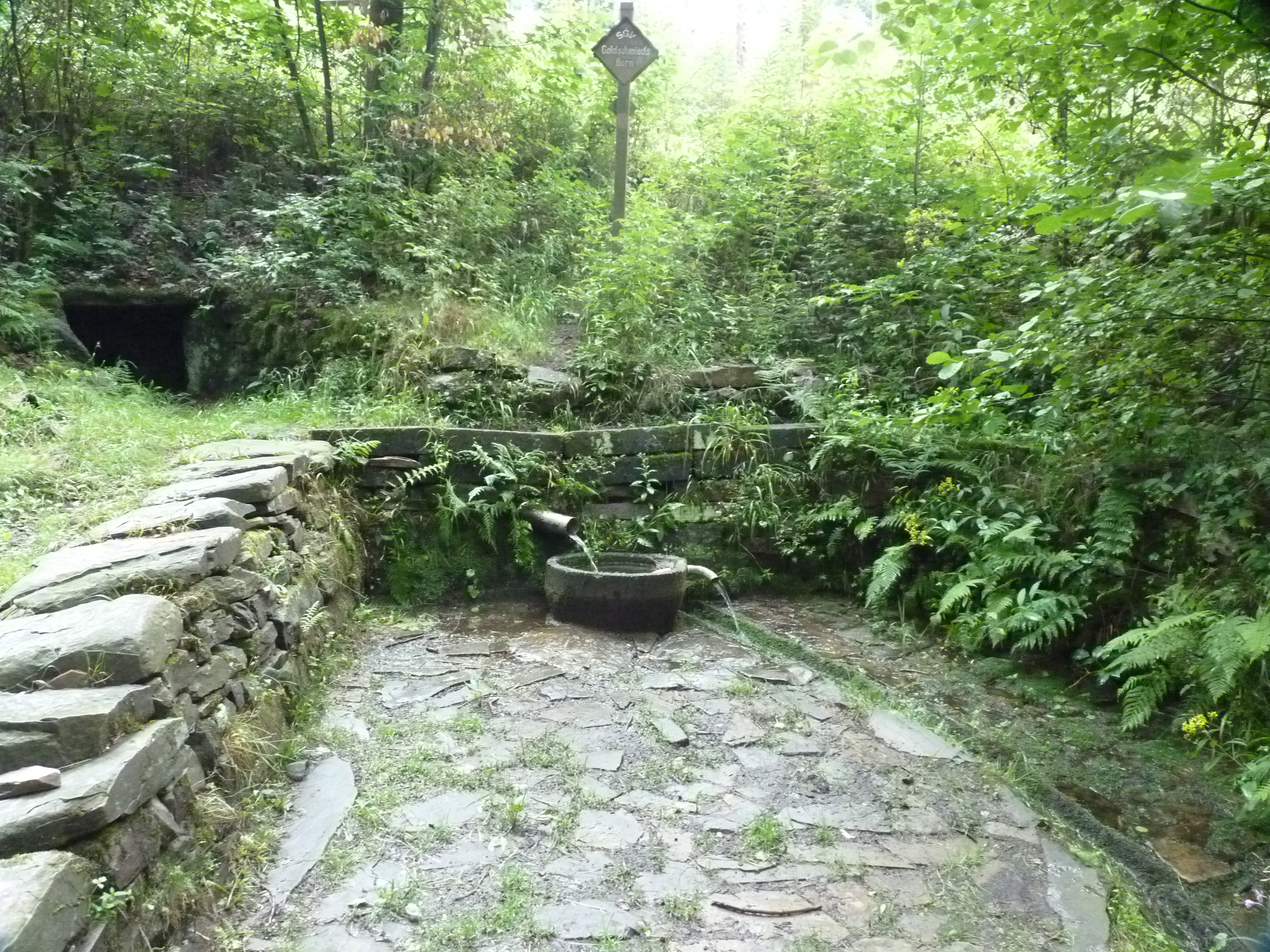

50°49′05″N 8°08′27″E / 50.817982°N 8.140861°E
戈爾德施米德斯博恩河（德語：Goldschmiedsborn），是德國的河流，位於該國西部，流經北萊茵-威斯特法倫州，屬於魏斯河的左支流，河道全長2公里，河畔城鎮有維爾恩斯多夫。